# 174-es busz (Budapest)
A budapesti 174-es jelzésű autóbusz az Örs vezér tere és Cinkota HÉV-állomás között közlekedik kizárólag munkanapokon, csúcsidőben. A vonalat a Budapesti Közlekedési Zrt. üzemelteti.

## Története
2008. szeptember 6-án 174-es jelzéssel új járatot indítottak el az Örs vezér tere és Cinkota HÉV-állomás között. A vonal érinti a Gödöllői HÉV mindkét állomását. 2011. december 12-én bevezették a vonalon az első ajtós felszállást.
2020. április 1-jén a koronavírus-járvány miatt bevezették a szombati menetrendet, ezért a vonalon a forgalom szünetelt. Az intézkedést a zsúfoltság miatt már másnap visszavonták, így április 6-ától újra a tanszüneti menetrend van érvényben, a szünetelő járatok is újraindultak.

## Útvonala
| Cinkota felé                                                                               |
| Örs vezér tere M+H vá. – Füredi utca – Rákosi út – Szlovák út – Ostoros út – Cinkota H vá. |
| Örs vezér tere felé                                                                        |
| Cinkota H vá. – Ostoros út – Szlovák út – Rákosi út – Füredi utca – Örs vezér tere M+H vá. |

## Megállóhelyei
| 0  | Örs vezér tere M+H végállomás          | 19 | 10, 31, 32, 44, 45, 67, 85, 85E, 97E, 131, 144, 161, 161A, 161E, 168E, 169E, 176E, 231, 244, 276E, 277 80, 81, 82, 82A 3, 62, 62A 410, 419, 430, 440, 441, 484, 485, 486, 505, 508, 509, 510 1040, 1049, 1070, 1075, 1077, 1078 |
| 2  | Csertő utca                            | 16 | 80 419 |
| 3  | Körvasút sor                           | 14 | 244 |
| 4  | Rózsa utca                             | 13 | 144, 244 419 |
| 6  | Batthyány utca                         | 12 | 144, 244, 277 419 |
| 7  | József utca                            | 11 | 92, 92A, 144, 244 419 |
| 8  | János utca                             | 9  | 144, 244 419 |
| 9  | Diófa utca (↓) Jávorfa utca (↑)        | 8  | 144, 244 |
| 10 | Szénás utca (↓) Mátyás király utca (↑) | 7  | 46, 144, 146 419 |
| 11 | Szilas-patak                           | 6  | 46 |
| 12 | Szlovák út                             | ∫  | 31, 46, 175 419 |
| 13 | Állás utca                             | 5  | 31, 175 |
| 15 | Felsőmalom utca                        | 3  | 175 |
| 16 | Alsómalom utca                         | 3  | 175 |
| 17 | Ostoros út 40. (↓) Ostoros út 61. (↑)  | 2  | 175 |
| 18 | Csókakő utca                           | 0  | 175 |
| 19 | Cinkota H végállomás                   | 0  | 92, 92A, 175 P+R 410, 430, 440, 441, 480 1040, 1049, 1077, 1078 |